# Уиллистон (Северная Дакота)
Уиллистон (англ. Williston) — город в штате Северная Дакота (США), административный центр округа Уильямс. По состоянию на 2013 год, численность населения составляла 20 850 человек, что делает этот город шестым по количеству населения в штате. Население города стремительно растёт в связи с открытием в 2006 году крупнейшей формации сланцевой нефти (Баккеновская формация).

## История
Город был основан в 1887 году и был назван в честь члена правления Великой северной железной дороги Даниэля Уиллиса Джеймса.

## Географическое положение
Уиллистон расположен в 29 км от границ штатов Северная Дакота и Монтана, и в 97 км от границы Канады и США. Климат семиаридный, с теплым летом и холодной зимой.

## Население
Расовый состав согласно оценкам Бюро переписи населения США на 2010 год:
- белые — 90,5 %
- индейцы, алеуты и эскимосы — 3,3 %
- две и более национальностей — 3,0 %
- латиноамериканцы − 2,2 %
- другие расы — 0,4 %.
- азиаты — 0,3 %
- афроамериканцы — 0,3 %

Гендерный состав 51 % мужчин и 49 % женщин. Средний возраст населения составляет 35,5 года.